# Тюпишки
Тюпишки (бел. Цю́пішкі) — деревня в Ошмянском районе Гродненской области Беларуси. В составе Гольшанского сельсовета.

## География
Расположена в 25 км на юго-восток от Ошмян, 17 км от железнодорожной станции Богданов. Около деревни находится самая высокая точка Ошмянского района — 311 м.
Пролегает дорога Н7140.
Ближайшие населённые пункты Личиняты, Лужище и др.

## История
С 1905 года в Гольшанской волости Ошмянского уезда Виленской губернии.

## Население

### Численность
- 2009 год — 18 жителей

### Динамика
- 1999 год — 37 жителей (перепись населения)
- 2009 год — 18 жителей (перепись населения)[2]

## Достопримечательность
- «Тупишки» — пункт Дуги Струве, расположен в 0,6 км на юго-запад от деревни —  Историко-культурная ценность Республики Беларусь, шифр 410Д000001. Установлен памятный знак.

## Галерея

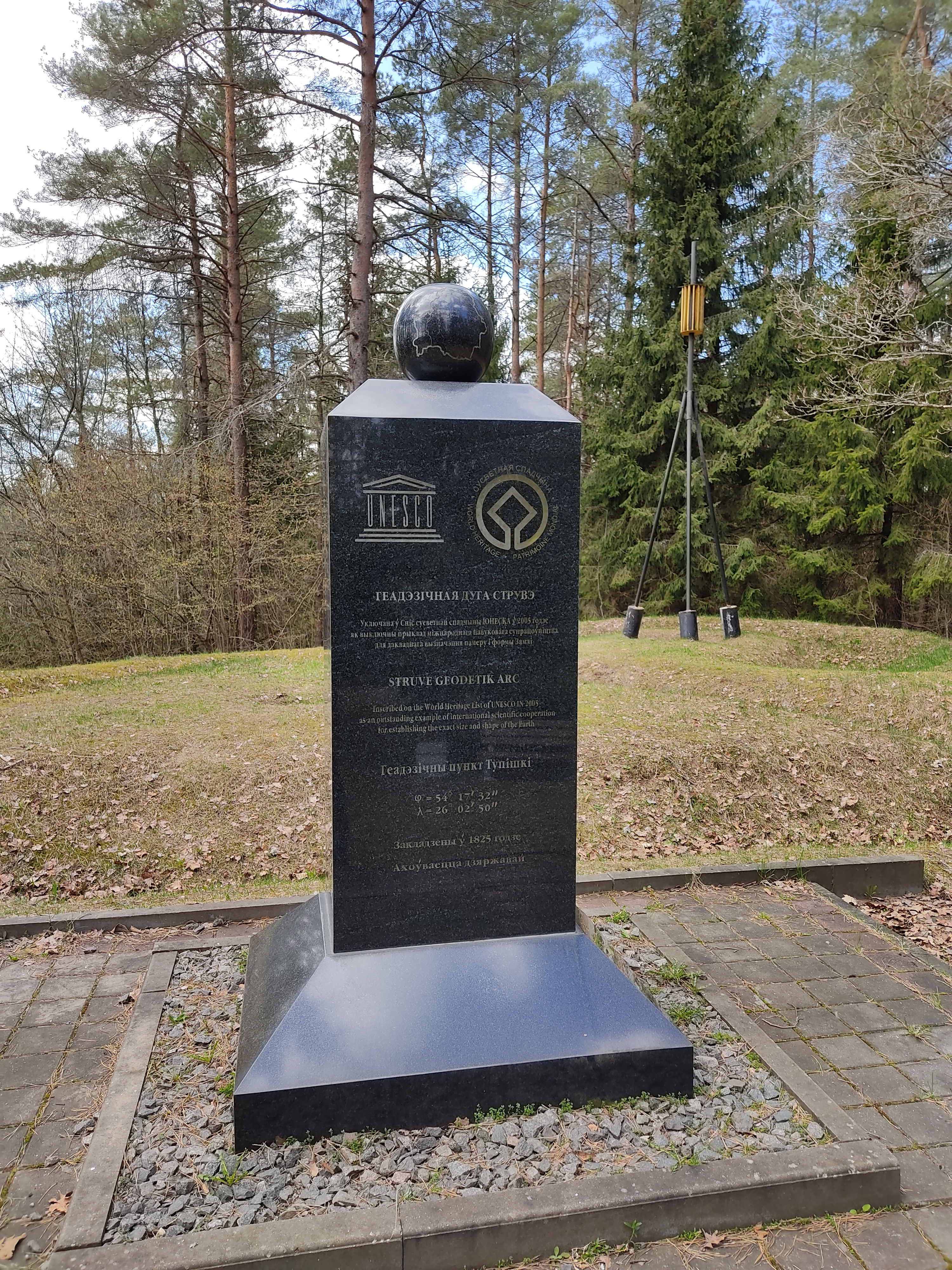
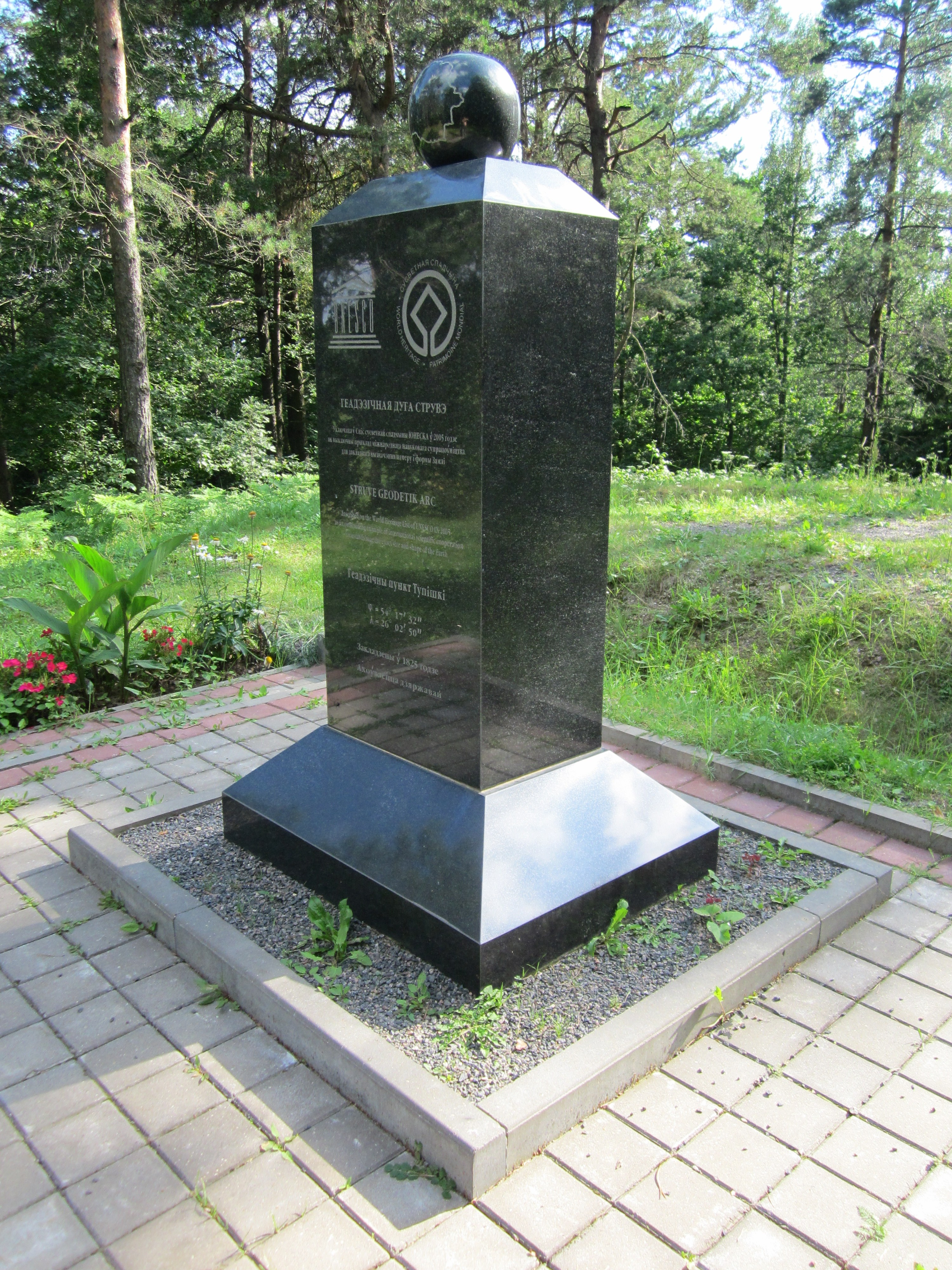
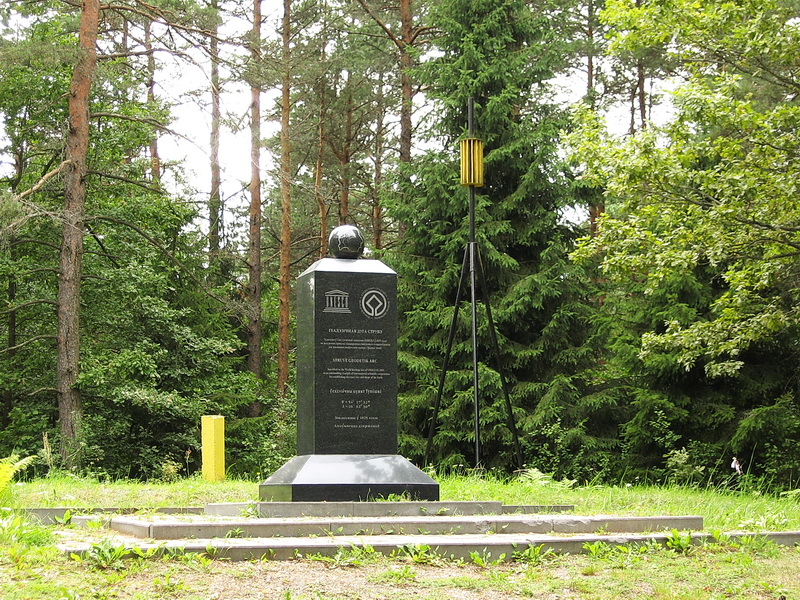
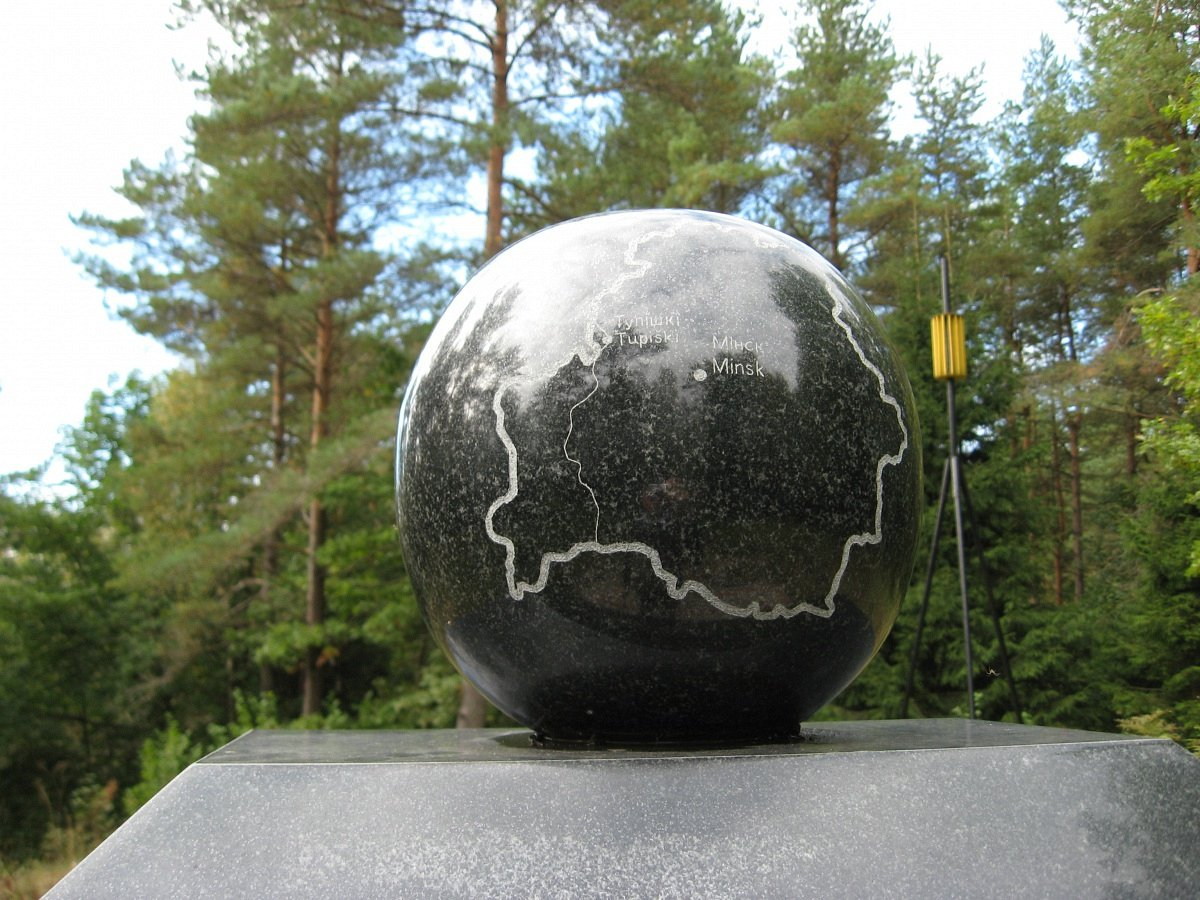
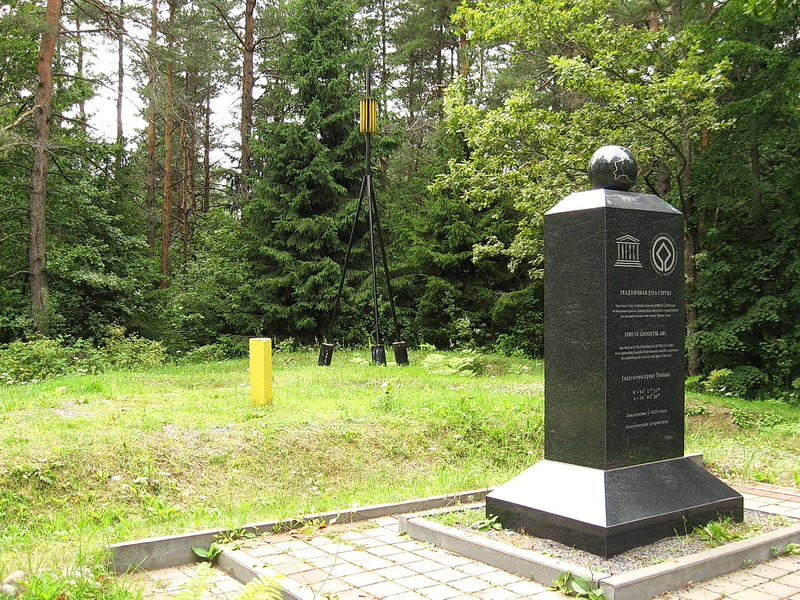
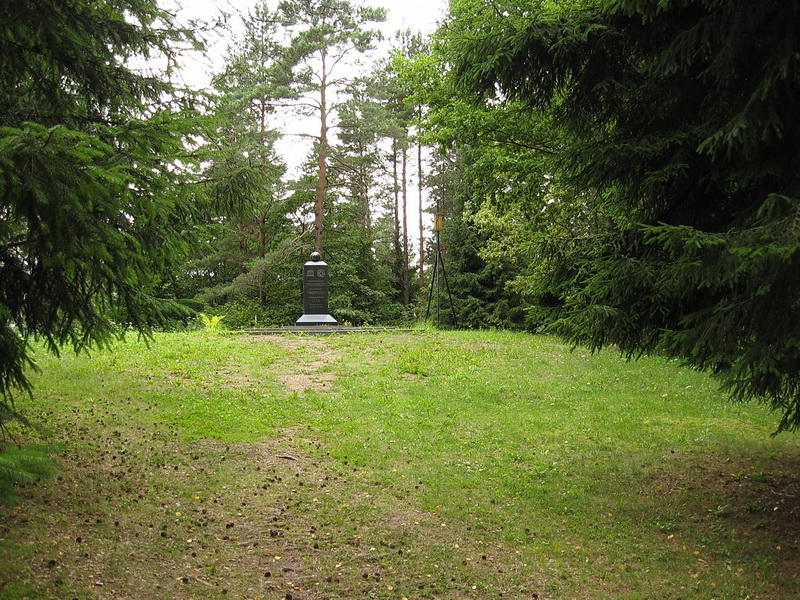